# Municipio de Grant (condado de Pawnee)
El municipio de Grant (en inglés: Grant Township) es un municipio ubicado en el condado de Pawnee en el estado estadounidense de Kansas. En el año 2010 tenía una población de 195 habitantes y una densidad poblacional de 2,11 personas por km².

## Geografía
El municipio de Grant se encuentra ubicado en las coordenadas 38°13′7″N 99°24′21″O / 38.21861, -99.40583. Según la Oficina del Censo de los Estados Unidos, el municipio tiene una superficie total de 92.32 km², de la cual 92,28 km² corresponden a tierra firme y (0,04 %) 0,04 km² es agua.

## Demografía
Según el censo de 2010, había 195 personas residiendo en el municipio de Grant. La densidad de población era de 2,11 hab./km². De los 195 habitantes, el municipio de Grant estaba compuesto por el 100 % blancos. Del total de la población el 5,13 % eran hispanos o latinos de cualquier raza.